# Begonia sparsipila
Begonia sparsipila là một loài thực vật có hoa trong họ Thu hải đường. Loài này được Baker mô tả khoa học đầu tiên năm 1873.